# Гончары (Новониколаевский район)
Гончары (укр. Гончарі) — село,
Веселогаевский сельский совет,
Новониколаевский район,
Запорожская область,
Украина.
Население по данным 1988 года составляло 40 человек.
Село ликвидировано в 1994 году.

## Географическое положение
Село Гончары находилось в 1,5 км от правого берега реки Любашевка,
на расстоянии в 2-х км от села Дубовый Гай.
По селу протекает пересыхающий ручей с запрудой.

## История
- 1994 — село ликвидировано[2].